# Ida Somazzi
Ida Somazzi (* 17. Dezember 1882 in Bern; † 31. Juli 1963) war eine Schweizer Frauenrechtlerin.

## Leben
Ida Somazzi wurde als Tochter von Catharina Gamma und ihres Ehemannes Domenico Somazzi, Bundesbeamter aus Porza, geboren. Ihrer Ausbildung zur Primarlehrerin folgte eine Tätigkeit als Privatlehrerin von 1901 bis 1903 in Rosario de Santa Fe in Argentinien.
Nach der Ausbildung zur Sekundarlehrerin in Bern und neben ihrer Tätigkeit als Lehrerin studierte sie berufsbegleitend die Fächer Geschichte und Literatur an der Universität Bern. Dort wurde sie 1919 mit der Dissertation Geschichte der obrigkeitlichen Lehrgotten im Alten Bern mit dem Prädikat summa cum laude promoviert. Von 1925 bis zu ihrem Ruhestand 1949 war sie an der Oberabteilung der Schule Monbijou als Seminarlehrerin für Geschichte und Deutsch tätig.
Ida Somazzi engagierte sich zeitlebens in der Jugend- und Erwachsenenbildung und für die Gleichstellung der Frauen. Ab 1919 trat Somazzi für gleichen Lohn für gleiche Arbeit ein. 1921 wurde sie in den im Exekutivausschuss und in den Vorstand der Schweizerischen Völkerbundsvereinigung gewählt. Sie war Gründungsmitglied der Arbeitsgemeinschaft Frau und Demokratie, die sich 1934 im Kampf gegen Faschismus und Nationalsozialismus bildete. 1948 wurde sie Präsidentin dieser Arbeitsgemeinschaft, im gleichen Jahr übernahm sie auch das Präsidium der Studienkommission für Frauenfragen der UNO und der UNESCO. Ab 1950 war Somazzi Mitglied der Kommission für internationale Fragen des Bundes Schweizerischer Frauenvereine. Sie trat für das Frauenstimmrecht als Menschenrecht in einer freiheitlichen Demokratie ein und zeigte sich nach dem Votum vom 1. Februar 1959 gegen das Frauenstimmrecht in der Schweiz als Entscheid „gegen Recht und Gerechtigkeit“ enttäuscht.
Privat liebte sie das Reisen, das sie in viele Länder führte, das Bergwandern und sie hatte eine Vorliebe für arktische Regionen der USA.
Ida Somazzis Nachlass wird von der Gosteli-Stiftung verwaltet.

## Ehrungen
Zu ihrem Gedenken schuf die Arbeitsgemeinschaft Frau und Demokratie 1964 die Somazzi-Stiftung, die jährlich den durch Maria Felchlin gestifteten Ida-Somazzi-Preis verleiht. 
In Bern ist eine Strasse nach Ida Somazzi benannt.

## Werke
- Geschichte der obrigkeitlichen Lehrgotten im alten Bern. Dissertation. Zentral-Vorstand des Schweiz. Lehrerinnen-Vereins, Zürich 1925.
- Um die Gleichberechtigung der Frau. Vaterländischer Verlag, Murten 1948.

Artikel und Vorträge (Auswahl)
- Warum Mädchen lieber Knaben wären. Schweizerisches Frauenblatt, Aarau 1924.
- Jugend und Frauenstimmrecht. 1929.
- Wie erziehen wir junge Mädchen zur Arbeitsfreude. Schweizerischer Frauenkalender, 1933.
- Der schweizerische Staatsgedanke im Sturm der Zeit. Schweizerische Lehrerinnen-Zeitung, 1934.
- Was jede Schweizerfrau von der Entwicklung unserer Demokratiewissen sollte. Jahrbuch der Schweizerfrau, 1935.
- Die Vereinten Nationen und die Schweiz. Zentralblatt 1946.
- Das Ringen um die Menschenrechte. Bund, 1947.
- Eine Amerika-Reise. Zentralblatt 1948.
- Schweizerschule und Völkerverständigung. Schweizerische Lehrerzeitung, 1950.
- Das Ziel des Verbandes der Berufs- und geschäftsfrauen in internationaler Sicht. 1953.
- Die politische Gleichberechtigung der Frau als weltpolitische Aufgabe. Eidgenössischer Nationalkalender 1954.